# Carlos Arniches
Carlos Arniches (né le 11 octobre 1866 à Alicante et mort le 16 avril 1943 à Madrid) est un dramaturge espagnol.
Il est inhumé au Cimetière de Almudena à Madrid.

El tío de Alcalá (zarzuela, 1906).

## Filmographie
- 1937 : Sentinelle, alerte ! (¡Centinela, alerta!) de Jean Grémillon et Luis Buñuel d'après La alegria del batallon, une opérette créée par Carlos Arniches en 1909.